# Allsvenskan i handboll för herrar 1986/1987
Allsvenskan i handboll 1986/1987 vanns av Redbergslids IK, som genom seger i SM-slutspelet även blev svenska mästare. Lag 1-4 gick till SM-slutspel. Lag 10-11 fick spela nerflyttningskval, medan lag 12 flyttades ner till Division II.

## Slutställning
| Nr | Lag                  | S  | V  | O | F  | GM  | IM  | MS  | P  |
| -- | -------------------- | -- | -- | - | -- | --- | --- | --- | -- |
| 1  | Redbergslids IK (RM) | 22 | 15 | 4 | 3  | 519 | 449 | +70 | 34 |
| 2  | HK Drott             | 22 | 13 | 3 | 6  | 458 | 433 | +25 | 29 |
| 3  | Ystads IF            | 22 | 12 | 3 | 7  | 492 | 450 | +42 | 27 |
| 4  | IF Guif              | 22 | 12 | 3 | 7  | 474 | 461 | +13 | 27 |
| 5  | Lugi HF              | 22 | 10 | 5 | 7  | 458 | 440 | +18 | 25 |
| 6  | IFK Karlskrona       | 22 | 10 | 3 | 9  | 480 | 480 | 0   | 23 |
| 7  | GF Kroppskultur      | 22 | 9  | 5 | 8  | 468 | 471 | −3  | 23 |
| 8  | Västra Frölunda IF   | 22 | 6  | 6 | 10 | 501 | 518 | −17 | 18 |
| 9  | HP Warta             | 22 | 7  | 4 | 11 | 471 | 498 | −27 | 18 |
| 10 | SoIK Hellas          | 22 | 6  | 3 | 13 | 479 | 519 | −40 | 15 |
| 11 | HK Cliff (U)         | 22 | 5  | 3 | 14 | 443 | 492 | −49 | 13 |
| 12 | IF Saab (U)          | 22 | 4  | 4 | 14 | 436 | 468 | −32 | 12 |

## SM-slutspelet

### Semifinaler
- Redbergslids IK–Ystads IF 24–20, 26–27, 26–20 (Redbergslids IK vidare)
- GUIF–HK Drott 19–11, 17–21, 16–23 (HK Drott vidare)

### Finaler
- Redbergslids IK–HK Drott 22–14, 18–16, 7–26, 20–18 (Redbergslids IK svenska mästare)

Segrare: Redbergslids IK

## Skytteligan
|   | Spelare        | Lag                | Antal mål |
| - | -------------- | ------------------ | --------- |
| 1 | Erik Hajas     | SoIK Hellas        | 152       |
| 2 | Peter Olofsson | GF Kroppskultur    | 142       |
| 3 | Per Öberg      | Västra Frölunda IF | 117       |
| 4 | Sten Sjögren   | LUGI               | 106       |
| 5 | Lars Ahlert    | Västra Frölunda IF | 104       |

- Källa: [1]